# 2B1Q
Kodowanie liniowe 2B1Q – jedna z metod kodowania transmisji w warstwie fizycznej łączy ISDN i innych technologii cyfrowych. Standard ten jest zdefiniowany w ANSI T1.601 i ETR 080, Annex A.
Sposób ten opiera się na wykorzystaniu czterech poziomów napięcia, czyli czwórkowym kodowaniu danych w warstwie fizycznej. Formalnie: każde dwa kolejne bity (cyfry binarnego przedstawienia) danych zamieniane są na jeden symbol czwórkowy. Tę cechę kodu skrótowo przedstawia jego nazwa 2B1Q (ang. 2 Binary, 1 Quaternary – dwa dwójkowe, jeden czwórkowy).
Najczęściej stosowane jest następujące przypisanie:
| Bity | Poziom napięcia |
| ---- | --------------- |
| 10   | +3 V            |
| 11   | +1 V            |
| 01   | -1 V            |
| 00   | -3 V            |

Zastosowanie kodowania 2B1Q podwaja efektywność transmisji.